# Music for the Jilted Generation
Music for the Jilted Generation este ce de-al doilea album al trupei engleză de muzică dance electronică Prodigy. Albumul a fost lansat prin casa de discuri XL Recordings în iulie 1994. Albumul a fost re-lansat în 2008, ca More Music for the Jilted Generation, incluzând piese remasterizate și piese bonus.

## Lista pieselor
| #  | Titlu                            | Interpret   | Producător   | Durata |
| -- | -------------------------------- | ----------- | ------------ | ------ |
| 01 | „Intro”                          | The Prodigy | Liam Howlett | 0:45   |
| 02 | „Break & Enter”                  | The Produgy | Liam Howlett | 8:24   |
| 03 | „Their Law”                      | The Prodigy | Liam Howlett | 6:40   |
| 04 | „Full Throttle”                  | The Prodigy | Liam Howlett | 5:02   |
| 05 | „Voodoo People”                  | The Prodigy | Liam Howlett | 6:27   |
| 06 | „Speedway (Theme From Fastlane)” | The Prodigy | Liam Howlett | 8:56   |
| 07 | „The Heat (The Energy)”          | The Prodigy | Liam Howlett | 4:27   |
| 08 | „Poison”                         | The Prodigy | Liam Howlett | 6:42   |
| 09 | „No Good (Start the Dance)”      | The Prodigy | Liam Howlett | 6:17   |
| 10 | „One Love (Edit)”                | The Prodigy | Liam Howlett | 3:53   |

The Narcotic Suite
| #  | Titlu                  | Interpret   | Producător   | Durata |
| -- | ---------------------- | ----------- | ------------ | ------ |
| 11 | „3 Kilos”              | The Prodigy | Liam Howlett | 7:25   |
| 12 | „Skylined”             | The Prodigy | Liam Howlett | 5:56   |
| 13 | „Claustrophobic Sting” | The Prodigy | Liam Howlett | 7:13   |

## Poziția în top
- UK album chart - No. 1
- Norwegian VG-lista - No. 12
- The Billboard 200 - No. 198
- Heatseekers - No. 15

## Credite
- Liam Howlett - compozitor, Producător (pentru piesele 1, 2, 3, 6, 8, 11, 12, și 13) în studiourile Earthbound, co-producător (alte piese) în studiourile  The Strongroom
- Neil McLellan - co-producător (pentru piesele 4, 5, 7, 9, și 10) în studiourile The Strongroom
- Maxim Reality - voce pentru "Poison"
- Pop Will Eat Itself - interpret pentru "Their Law"
- Phil Bent - flaut
- Lance Riddler - chitară pentru "Voodoo People"

### Design
- Les Edwards – în interiorul coperților
- Stuart Haygarth – coperta frontală
- Jamie Fry – copertă spate